# Moronobea intermedia
Moronobea intermedia är en tvåhjärtbladig växtart som beskrevs av Adolf Engler och Daniel Oliver. Moronobea intermedia ingår i släktet Moronobea och familjen Clusiaceae. Inga underarter finns listade i Catalogue of Life.